# Embres e Castèlmaure
Embres e Castelmaur (en francès Embres-et-Castelmaur) és un municipi francès situat al departament de l'Aude i a la regió d'Occitània.